# Мадагаскарські мангри
Мадагаскарські мангри (ідентифікатор WWF: AT1404) — афротропічний екорегіон мангрових лісів, розташований на західному узбережжі Мадагаскару.

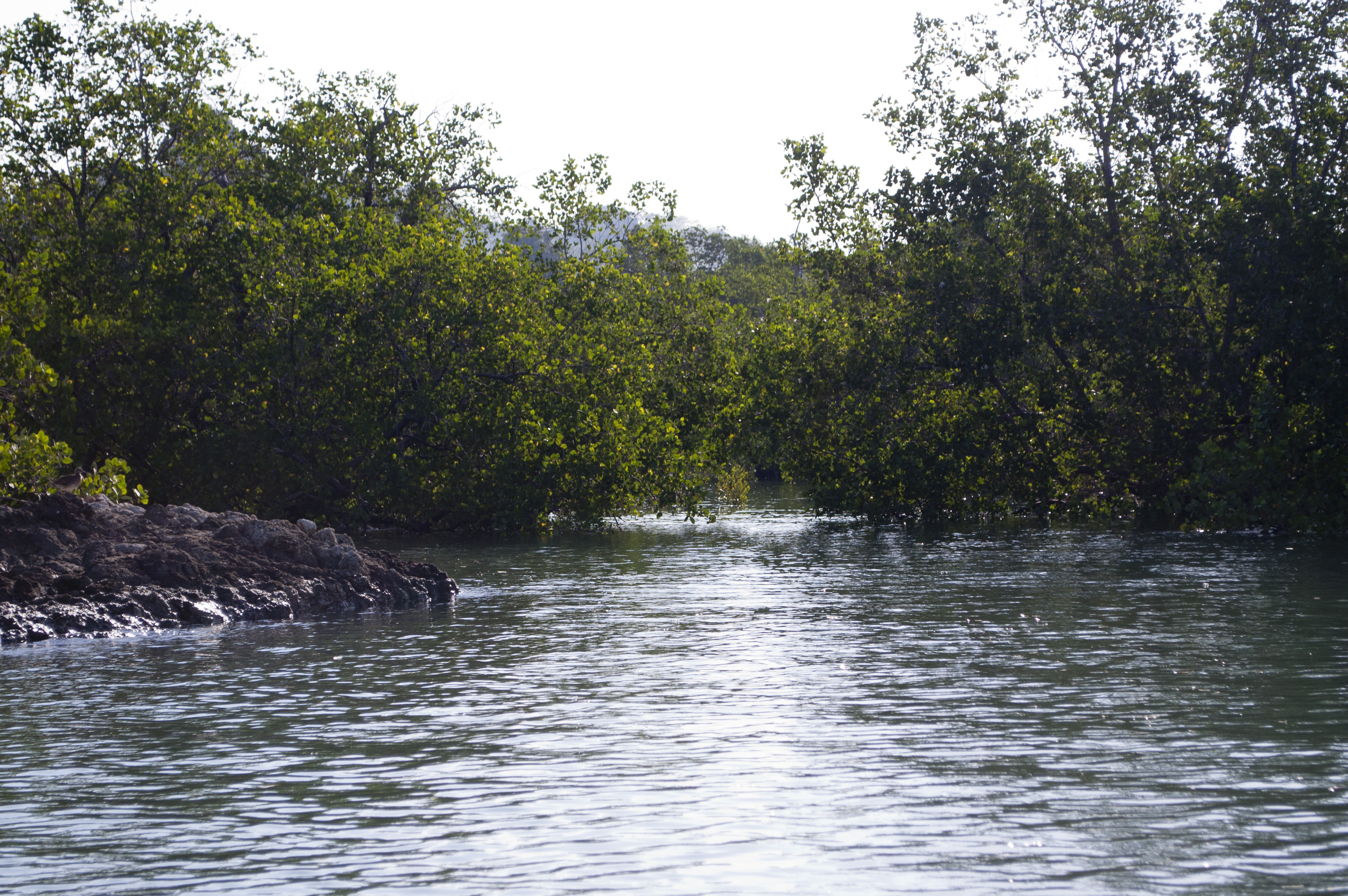
Мангри на острові Нусі-Бе

## Географія
Екорегіон мадагаскарських мангрів простягається на 1000 км вздовж західного узбережжя острова Мадагаскар, яке омивається теплими водами Мозамбіцької протоки. Мангри регіону поширені на пласких прибережних рівнинах. Тут відбувається постійне надходження прісної води та мулу з річок, водночас під час високих океанічних припливів солона вода підіймається високо в гирла цих річок. Найбільші ділянки мангрових заростей екорегіону розташовані поблизу міста Махадзанга в затоці Махаджамба, куди впадає річка Махаджамба, в затоці Бомбетука, куди впадає річка Бецібука, а також в гирлах річок Південна Махававі, Манамбаху, Мангокі, Мурундава та Маеварано. Мангри регіону часто пов'язані з кораловими рифами, які захищають ліси від руйнівних хвиль. Мангрові ліси, у свою чергу, затримують річкові наноси, які загрожують як рифам, так і підводним лукам морської трави. На південному узбережжі Мадагаскару мангрових заростей зустрічається мало, причиною чого є інтенсивні хвилі, а також тривалий сухий сезон та менша кількість опадів. Крім того, води річок, що впадають в Індійський океан на півдні та, особливо, на сході острова, не несуть необхідної кількості алювіальних відкладів.

## Клімат
Температура води вздовж західного узбережжя Мадагаскару залишається відносно рівномірною з півночі на південь, натомість кількість опадів значно коливається від 2000 мм на вологій субекваторіальній півночі до 350 мм на сухому субтропічному півдні. З травня по жовтень в регіоні триває прохолодний сухий сезон, а з листопада по квітень — теплий вологий сезон. Наприкінці сухого сезону на північно-західному узбережжі Мадагаскару солоність води становить 35,2 ‰, а наприкінці сезону дощів вона знижується до 31,8 ‰. Західне узбережжя Мадагаскару вирізняється великим діапазоном припливів та відпливів: у дні рівнодення цей діапазон може становить 4 м, тоді як на східному узбережжі — 0,75 м.

## Флора
Основу мангрів екорегіону складають шість видів мангрових дерев: азійські мангри (Rhizophora mucronata), східні мангри (Bruguiera gymnorhiza) та шпорові мангри (Ceriops tagal) з родини Ризофорові (Rhizophoraceae), білі мангри (Avicennia marina) з родини Акантові (Acanthaceae), білі соннератії (Sonneratia alba) з родини Плакунові (Lythraceae) та білоцвіті чорні мангри (Lumnitzera racemosa) з родини Комбретові (Combretaceae). В деяких частинах регіону також зустрічаються більш рідкісні гранатові мангри (Xylocarpus granatum) та тюльпанові мангри (Heritiera littoralis). Білі соннератії (Sonneratia alba) та білі мангри (Avicennia marina) часто виступають як піонерні види, що ростуть на відкритому узбережжі, тоді як інші види мангрів ростуть за ними, на берегах рукавів в дельтах річок. На мангрових деревах екорегіону часто ростуть епіфітні мохи та папороті, серед яких є ендемічні види.

## Фауна
Мадагаскарські мангри забезпечують важливе середовище існування для багатьох тварин, зокрема є важливим місцем нересту та розплідником для мальків різноманітних риб. Серед майже ендемічних птахів, що живуть у манграх Мадагаскару та пов'язаних з ними водно-болотних угіддях, слід відзначити мадагаскарського ібіса (Threskiornis bernieri), мадагаскарську чаплю (Ardea humbloti), сіру чаплю (Ardea cinerea firasa), мадагаскарську чирянку (Anas bernieri), мадагаскарського пісочника (Charadrius thoracicus), мадагаскарського багновика (Zapornia olivieri), мадагаскарського орлана (Icthyophaga vociferoides) та малагасійську рибалочку (Corythornis vintsioides). 
Серед інших птахів, що зустрічаються в екорегіоні, слід відзначити мангрового дрімлюгу (Gactornis enarratus), сірошию ересу (Neomixis tenella), мадагаскарську очеретянку (Acrocephalus newtoni), мадагаскарську маріку (Cinnyris sovimanga), мадагаскарську горовану (Hypsipetes madagascariensis) та мадагаскарського шикачика (Ceblepyris cinereus). Крім того, мадагаскарські мангри приваблюють різноманітних перелітних птахів, які використовують їх як місця зимівлі. Серед таких птахів слід відзначити великого пісочника (Charadrius hiaticula), крабоїда (Dromas ardeola), морську сивку (Pluvialis squatarola), африканського косаря (Platalea alba) та велику чепуру (Ardea alba).
На пляжах західного узбережжя Мадагаскару відкладають яйця деякі морські черепахи, передусім зелені черепахи (Chelonia mydas) та бісси (Eretmochelys imbricata). Вони ж іноді трапляються і в сусідніх манграх. Також у мадагаскарські мангри іноді запливають дюгоні (Dugong dugon) та нільські крокодили (Crocodylus niloticus).
В манграх екорегіону спостерігається високе різноманіття серед популяцій риб, більшість з яких належать до родин Кефалеві (Mugilidae), Пильчакові (Serranidae), Ставридові (Carangidae), Мохарові (Gerreidae), Напіврилові (Hemiramphidae), Хемулієві (Haemulidae) та Елопові (Elopidae). Сусідні коралові рифи, пов'язані з мангровими заростями, також відомі надзвичайно високим різноманіттям риб, молюсків та ракоподібних.

## Збереження
Мадагаскарські мангри вразливі до вирубки деревини, надмірного вилову риби та ерозії ґрунту у високогір'ях Мадагаскару. Іншими загрозами для збереження природи регіону є вирощування рису, видобуток солі та вилов креветок, а також розширення міських районів, зокрема міст Туліара та Махадзанга, та розвиток аквакультури. За оцінками, у період з 1990 по 2010 рік було втрачено близько 21 % мангрів екорегіону
Оцінка 2017 року показала, що 226 км², або 5 % екорегіону, є заповідними територіями. Природоохоронні території включають: Національний парк Сахамалаза, Національний парк Бає-де-Балі та Заповідник Махававі-Кінконі.